# Piz Sena
Piz Sena – szczyt w Alpach Livigno, w Alpach Retyckich. Leży na granicy między Włochami (Lombardia) a Szwajcarią (Gryzonia).